# خوسيه أنطونيو ميدييروس
خوسيه أنطونيو ميدييروس هو سياسي برازيلي، ولد في 19 مارس 1970 في Caicó ‏ في البرازيل. نشط حزبياً في بوديموس. وقد انتخب federal deputy of Mato Grosso ‏ خلال فترته النيابية ‏ (1 فبراير 2019 – ) وانتخب عضو مجلس النواب البرازيلي ‏ خلال فترته النيابية ‏ وانتخب عضو مجلس الشيوخ من البرازيل ‏ عن دائرة Mato Grosso ‏ وقد انضم خلال فترته النيابية ‏ للكتلة البرلمانية بوديموس.